# امسماترت (إيمندونيت)
امسماترت هي إحدى مشيخات المملكة المغربية، تتبع جغرافيا لإقليم شيشاوة وإداريًا لإيمندونيت. يقدر عدد سكانها بـ 6101 نسمة حسب الإحصاء الرسمي للسكان والسكنى لسنة 2004.